# Floridablanca (Kolumbien)
Floridablanca ist eine Gemeinde (municipio) im Departamento Santander in Kolumbien. Sie grenzt direkt östlich und südlich an Bucaramanga und ist Teil der Metropolregion Bucaramanga. Typisch für Floridablanca sind die Oblaten mit Arequipe.

## Geographie
Floridablanca liegt in der Provinz Soto im Norden von Santander auf einer Höhe von etwa 925 Metern. Die Gemeinde grenzt im Nordwesten an Bucaramanga, im Südwesten an Girón, im Südosten an Piedecuesta und im Nordosten an Tona.

## Bevölkerung
Die Gemeinde Floridablanca hat 267.538 Einwohner, von denen 258.390 im städtischen Teil der Gemeinde (cabecera municipal) leben. In der Metropolregion leben 1.160.243 Menschen (Stand: 2019).

## Sport
In Floridablanca war bis 2018 der Fußballverein Real Santander ansässig, der seine Heimspiele im Estadio Álvaro Gómez Hurtado austrug, das eine Kapazität von etwa 12.000 Plätzen hat. Der Verein spielt zurzeit in der zweiten Liga und zog 2019 nach San Andrés um. Außerdem trug von 2013 bis 2015 der Erstligist Alianza Petrolera aus Barrancabermeja seine Heimspiele in Floridablanca aus, während sein Heimstadion umgebaut wurde. In den 1990er Jahren gab es zudem den kurzlebigen Zweitligisten Real Floridablanca.

## In Floridablanca geboren
- Carlos Prada Sanmiguel (1939–2013), Bischof von Duitama-Sogamoso